# Ligue des Patriotes
Die Ligue des Patriotes (Bund der Patrioten) wurde am 18. Mai 1882 vom französischen Schriftsteller Paul Déroulède gegründet und war eine rechtsgerichtete, nationalistische, chauvinistische, antiparlamentarische und antisemitische politische Vereinigung in Frankreich.

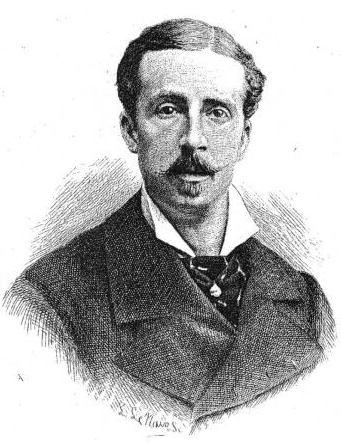
Paul Déroulède

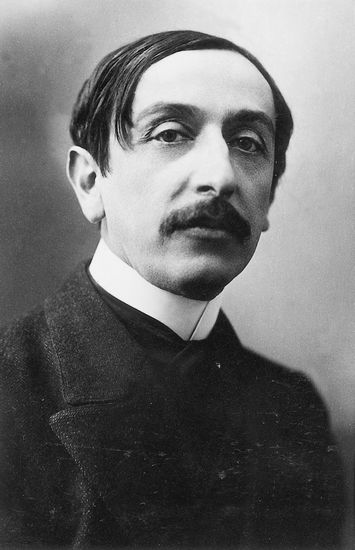
Maurice Barrès

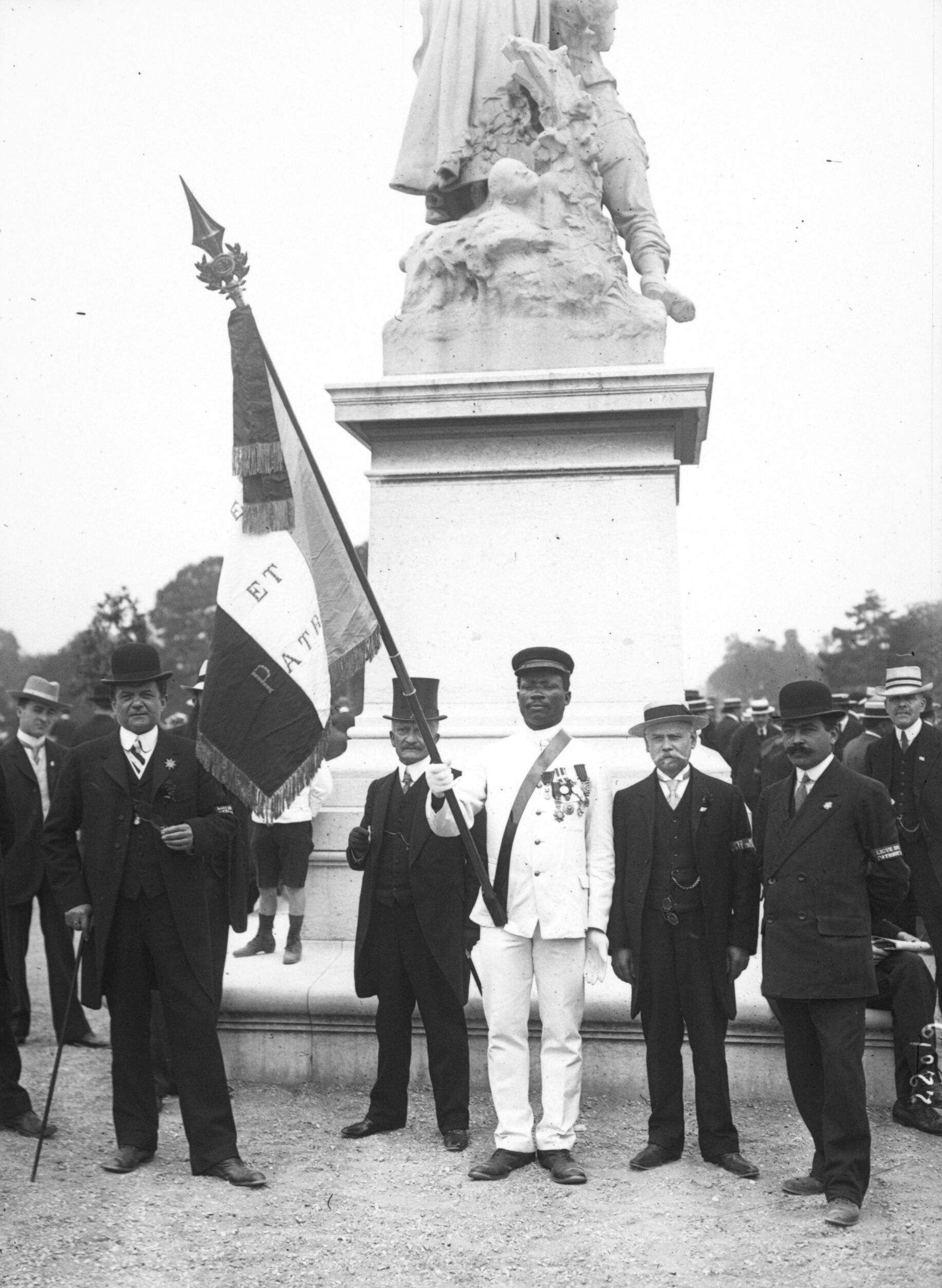
Kundgebung der Ligue des Patriotes (1912)

Im Zentrum ihrer politischen Bestrebungen stand die Revanche für die Niederlage im Deutsch-Französischen Krieg 1870/71 und die Forderung nach der Rückgabe von Elsaß-Lothringen. Nötig dafür seien innere Einheit und Geschlossenheit und der Einsatz des Einzelnen für das Vaterland bis zum „Heldentod“ – Militär und Krieg wurden glorifiziert. An ihrem Höhepunkt hatte die Liga etwa 60.000 Mitglieder (nach eigenen Angaben bis zu 200.000), die meisten aus dem Raum Paris.
1889 versuchte Déroulède das Militär, namentlich General Georges Ernest Boulanger zum Putsch gegen die Regierung zu bewegen, Boulanger lehnte aber ab und verübte 1891 Selbstmord. Im Jahre 1898 während der Dreyfus-Affäre waren Déroulède und seine Vereinigung unter den radikalsten Agitatoren zu finden. Am 23. Februar 1899 startete er beim Begräbnis von Präsident Félix Faure mit dem „Putsch von Reuillu“ einen erneuten Versuch die parlamentarische Ordnung mit Gewalt zu stürzen. Er scheiterte jedoch und wurde zu zehn Jahren Verbannung verurteilt. Die Ligue des Patriotes wurde vorübergehend aufgelöst. Die führende Rolle am rechten Rand der Innenpolitik übernahm daraufhin die Action française.
Erst während des Ersten Weltkriegs bekam die Liga unter der Leitung von Maurice Barrès wieder propagandistisches Gewicht. Es wurde eine Kampagne lanciert, die auf eine Umgestaltung  der westlichen Rheinlande in einen Pufferstaat unter französischer Dominanz oder sogar offene Annexion abzielte.
Nach dem Weltkrieg näherte sich die Bewegung, unter der Leitung von Noël de Castelnau, mit der Abkehr vom Republikanismus der monarchistischen Action française an. 1924/25 wurde eine rege Aktivität auf unzähligen Versammlungen in Paris entfaltet, mit den Schwerpunkten Antikommunismus und Antikartellismus.